# 27792 Fridakahlo
27792 Fridakahlo este un asteroid din centura principală de asteroizi.

## Descriere
27792 Fridakahlo este un asteroid din centura principală de asteroizi. A fost descoperit pe 20 februarie 1993 la Caussols de Eric Walter Elst. Asteroidul prezintă o orbită caracterizată de o semiaxă mare de 3,02 ua, o excentricitate de 0,10 și o înclinație de 8,9° în raport cu ecliptica.